# Herb gminy Główczyce
Herb gminy Główczyce – symbol gminy Główczyce w postaci herbu.

## Wygląd i symbolika
Herb przedstawia na tarczy owalnej podzielonej w pas niebieską wstęgą w polu górnym na srebrnym tle fragment złotego wzniesienia z twarzą Słowianina i krzyżem na jej wierzchołku, natomiast w polu dolnym na złotym tle kłos zboża. Linia symbolizuje znaczenie wód w gminie, kłos zboża – rolniczy charakter gminy, wzniesienie nawiązuje do pagórka Głowna (od którego wzięły nazwę Główczyce), a krzyż do kościoła na jego szczycie. 